# La muchacha que limpia
La muchacha que limpia es una serie de televisión mexicana de suspenso dramático producida por WarnerMedia Latin America en colaboración con BTF Media. La serie es una adaptación de la producción argentina La chica que limpia creada por Paola Suárez, Lucas Combina, Greta Molas e Irene Guissara. Está protagonizada por Damayanti Quintanar como el personaje titular. Originalmente estaba destinada a estrenarse en TNT, pero su estreno se movió para el 20 de junio de 2021 a través de HBO.

## Reparto
- Damayanti Quintanar como Rosa[1]
- Gustavo Sánchez Parra[1]
- Ana Layevska[1]
- Alexis Valdés[1]
- David Montalvo como Francisco[1]
- Raquel Robles[1]
- Ramón Medina[1]
- Gerardo Trejoluna[1]
- Morganna Love[1]
- Juanita Arias[4]